# Zaskroniec rybołów
Zaskroniec rybołów (Natrix tessellata) – gatunek niejadowitego węża z podrodziny zaskrońcowatych (Natricinae) w rodzinie połozowatych (Colubridae).

## Występowanie
Zaskroniec rybołów występuje od środkowej i południowej Europy na wschód, aż do zachodnich Chin i północno-zachodnich Indii; także w Delcie i Dolinie Nilu.
W lipcu 2009 roku zaobserwowano jednego osobnika młodocianego na terenie Polski – w okolicy Kaczyc koło Cieszyna, nad rzeką Olzą. Dopiero na początku lat 20. XXI wieku dokonano większej liczby obserwacji, które wskazują, że po polskiej stronie granicy występuje stabilna, rozmnażająca się populacja tego gatunku. Z terenu Polski znane są również skamieniałości zaskrońców rybołowów – pochodzą one z dolnego plejstocenu Jaskini Żabiej i są najdalej na północ wysuniętymi znanymi obecnie śladami występowania tego gatunku.

## Tryb życia
Żyje przy zbiornikach wodnych, większą część życia spędzając w wodzie. Choć na lądzie porusza się bardzo sprawnie, poluje głównie w wodzie. Do niej ucieka również w sytuacji zagrożenia. Świetnie pływa i nurkuje. Rybołowy żywią się głównie rybami, choć w niektórych populacjach dominujący udział w diecie mają płazy bezogonowe.

## Morfologia

### Wygląd
Ubarwiony jest w tonacji szarej, oliwkowej lub zielono-brązowej. Od strony grzbietowej znajdują się niewielkie, ciemne plamy. Strona brzuszna jest żółta lub pomarańczowa z czarnymi cętkami. U młodych rybołowów występują czasami żółte plamy w okolicach skroniowych, co upodabnia je do zaskrońca zwyczajnego. Z wiekiem plamy te znikają.

### Rozmiar
Dorasta do 150 cm. Samce są mniejsze od samic.

## Ochrona
Gatunek podlega ścisłej ochronie gatunkowej w Polsce.